# Rauf Aliyev (homme politique)
Rauf Aliyev est un homme politique azéri, membre des III, IV, V et VI législatures de  l'Assemblée nationale d'Azerbaïdjan.

## Biographie
Rauf Aliyev est né le 27 mai 1956 à Bakou. Il est diplômé de l'Institut national du pétrole et de la chimie d'Azerbaïdjan. Il est membre du comité exécutif du Comité National Olympique d'Azerbaïdjan.
Il parle russe et anglais.

### Famille
Rauf Aliyev est marié et a deux enfants.

### Carrière
Depuis 1978, Rauf Aliyev a travaillé comme ingénieur principal au département de production de gaz de Bakou. Depuis 1983, il est l'assistant du président du Comité d'État de l'enseignement professionnel d'Azerbaïdjan, chef du département du ministère de l'Éducation publique. Depuis 1994, Aliyev a travaillé comme assistant du ministre de la Jeunesse et des Sports de la République d'Azerbaïdjan, chef des affaires du ministère, et depuis 2004, il est le premier vice-président de la Fédération d'Azerbaïdjan de football.

## Prix
- Ordre de la Gloire[1]